# Château de Sommerswalde
 (août 2022).
Si vous disposez d'ouvrages ou d'articles de référence ou si vous connaissez des sites web de qualité traitant du thème abordé ici, merci de compléter l'article en donnant les références utiles à sa vérifiabilité et en les liant à la section « Notes et références ».
Le château de Sommerswalde se trouve non loin du village de Schwante, dans la commune d'Oberkrämer (Brandebourg) en Allemagne de l'est.

## Histoire
C'est entre 1888 et 1891 que le château est construit par les architectes berlinois Hans Abesser et Klaus Kröger, pour le lieutenant Friedrich August Richard Sommer, héritier du conseiller municipal berlinois, Carl August Heinrich Sommer (1801-1873), qui avait une fortune immobilière considérable à Berlin, dans le quartier de la porte de Brandebourg. La rue dans laquelle est construite le Reichstag s'appelait Sommerstraße et les bâtiments au sud de la porte s'appellent encore Haus Sommer.
Le château de Sommerwalde est bâti dans l'axe d'une place en forme de demi-croix qui relie symétriquement les deux côtés du château aux autres bâtiments. On trouve à gauche un bâtiment d'habitation de style néogothique et une orangerie orientalisante, et à droite l'ancienne maison forestière (qui servit d'habitation principale pendant la construction du château) et les écuries avec les chambres des palefreniers et des domestiques qui par association d'idée sont dénommées la Mairie Rouge, en rappel du Rathaus de Berlin, avec sa tour.
Le château lui-même est arrangé dans les années 1920. Il rappelle avec sa coupole le palais du Reichstag de Paul Wallot. Il présente aussi un fronton classique à la grecque avec colonnade donnant sur le parc.
Les onze héritiers de Richard Sommer vendent le domaine (ainsi que le château de Schwante à côté qui lui appartenait) à sa mort en 1916. Les terrains sont achetés par une coopérative agricole, tandis que le château et son parc sont achetés par le juriste et entrepreneur Erich Lübbert qui restaure l'ensemble.
La famille Lübbert doit fuir, le 23 avril 1945, l'avancée de l'Armée rouge et celle-ci transforme le château en Kommandantur. La Freie Deutsche Jugend en fait une maison de pionniers et de jeunesse socialiste en 1949 sous le nom de Maison Alexeï Meressiev. Le château, qui avait déjà souffert de dommages à la fin de la guerre, connaît encore de graves altérations.

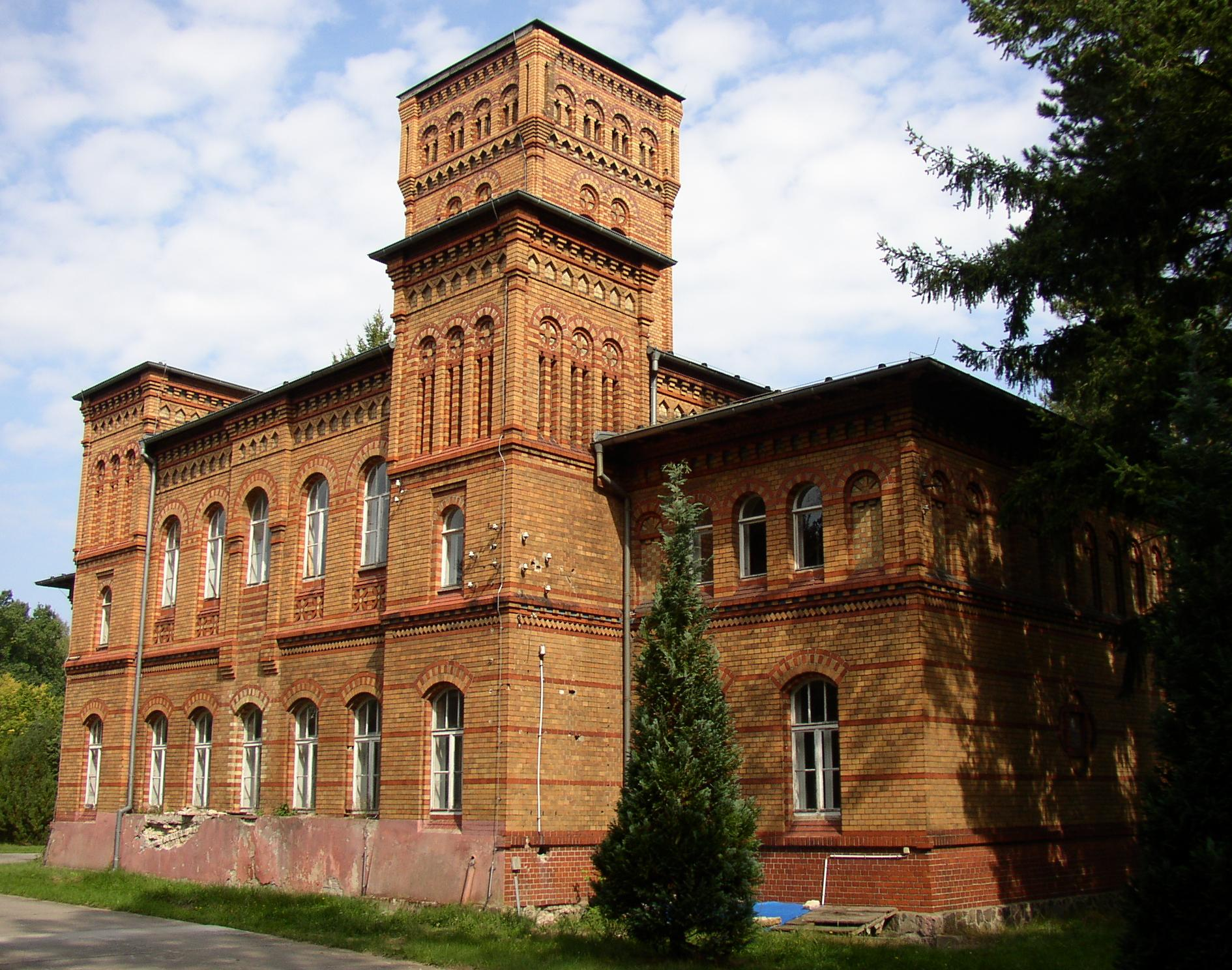
Vue des anciennes écuries, appelés aujourd'hui la Mairie Rouge

La commune privatise le château après la réunification. Il passe entre plusieurs mains, dont celle en dernier d'une association bouddhiste qui en fait un couvent bouddhiste d'option tibétaine entre 2000 et 2003, puis une maison de formation bouddhiste internationale de la Nouvelle Tradition Kadampa en 2006. Depuis 2008, le château de Sommerwalde a ouvert un centre de méditation bouddhiste tibétain destiné à la conversion des Allemands et germanophones, avec retraites et centre d'études.